# Jacques Commères
Jacques Commères, dit Jacky Commères, né le 29 mai 1959 à Auch, est un entraîneur français de basket-ball.

## Biographie
Ancien joueur de niveau régional dans l'équipe de Riguepeu (Gers), il se tourne très vite vers l'encadrement et rejoint le BAC Mirande où il devient assistant d'Alain Jardel. Il succède à celui-ci dans le rôle d'entraîneur de Mirande jusqu'au dépôt de bilan du club.
Il se voit alors proposer une place d'assistant dans le grand club du Sud-Ouest, l'Élan Béarnais Pau-Orthez au côté de Claude Bergeaud. Il y découvre les ambitions et obligations d'un club habitué aux titres. Il découvre également les joutes européennes avec l'Euroligue.
Durant la même période, il retrouve Alain Jardel : il occupe le poste d'assistant de celui-ci en Équipe de France féminine avec comme couronnement le titre de Champion d'Europe 2001 en France.
C'est ensuite l'équipe de France masculine aux côtés de son ancien entraîneur Claude Bergeaud. Il participe à la campagne européenne du championnat d'Europe 2005 en Serbie-Monténégro avec une médaille de bronze.
En décembre 2006, il est nommé par le président de la fédération Yvan Mainini et le directeur technique national Jean-Pierre de Vincenzi au poste de sélectionneur de l’équipe de France féminine, succédant ainsi à Alain Jardel, assisté de Pierre Vincent et d’Anna Kotočová, l’ex-joueuse emblématique de Bourges. Après une décevante 8e place à l’Euro 2007, il remet sa démission à la fédération, qui nomme le 12 février 2008 Pierre Vincent comme successeur.
En 2009, il succède à Philippe Ory à la tête du Centre fédéral de basket-ball et retrouve le poste d'assistant pour l'équipe de France masculine aux côtés de Vincent Collet. Il devient ensuite à partir de 2017 directeur technique adjoint de Patrick Beesley et directeur du pôle haut niveau de la FFBB.

## Palmarès
- Champion de France féminin 1988, 1989, 1990 (assistant de Alain Jardel)
- Champion de France masculin 1999, 2001, 2003, 2004 (assistant de Claude Bergeaud)
- Coupe de France masculine 2002, 2003
- Semaine des As 2003

### Équipe nationale
- Coupe du monde (masculine) :
  -  Médaille de bronze à la Coupe du monde 2014 en Espagne (assistant de Vincent Collet)
- Championnat d'Europe (féminin) :
  -  Médaille d'or du Championnat d'Europe 2001 en France (assistant d'Alain Jardel)
  -  Médaille d'argent du Championnat d'Europe 1999 en Pologne (assistant d'Alain Jardel)
- Championnat d'Europe (masculin) :
  -  Médaille d'or du Championnat d'Europe 2013 en Slovénie (assistant de Vincent Collet)
  -  Médaille d'argent du Championnat d'Europe 2011 en Lituanie (assistant de Vincent Collet)
  -  Médaille de bronze du championnat d'Europe 2005 en Serbie-Monténégro (assistant de Claude Bergeaud)